# Florenz Ziegfeld
Florenz Ziegfeld Jr. (ur. 21 marca 1867 w Chicago, zm. 22 lipca 1932 w Hollywood, w Los Angeles) – amerykański producent teatralny i impresario. Twórca przełomowych produkcji rewiowych na Broadwayu pod nazwą Ziegfeld Follies (1907–1931), inspirowanych przedstawieniami w paryskiej Folies Bergère.
Jego żoną była aktorka Billie Burke, z którą miał córkę Patricię Ziegfeld Stephenson (1916–2008).
Zrealizowano cztery filmy o jego życiu: Wielki Ziegfeld (1936), Rewia na Broadwayu (1945), Zabawna dziewczyna (1969) oraz telewizyjny dramat biograficzny Rewia, kobiety i śpiew (Ziegfeld: The Man and His Women, 1978).
Florenz Ziegfeld został pochowany na cmentarzu Kensico Cemetery w Valhalla, w hrabstwie Westchester.